# Carlo Enrici
Carlo Enrici, noto anche con lo pseudonimo di Carlo Conso (Torino, 2 febbraio 1924 – Torino, 30 gennaio 2018), è stato un attore italiano noto per i suoi ruoli ne Il Camaleonte (1979) diretto da Massimo Scaglione, Lulu (1980) diretto da Walerian Borowczyk e Il gigante di Metropolis (1961) diretto da Umberto Scarpelli.
Era fratello del giurista Giovanni Conso.

## Filmografia

### Cinema
- I fratelli Karamazoff, regia di Giacomo Gentilomo (1947)
- Il gigante di Metropolis, regia di Umberto Scarpelli (1961)
- Ultimatum alla vita, regia di Renato Polselli (1962)
- Odio mortale, regia di Franco Montemurro (1962)
- Ciak si muore, regia di Mario Moroni (1974)
- Lulù, regia di Walerian Borowczyk (1980)

### Televisione
- La trincea - film TV (1961)
- I grandi camaleonti - miniserie TV, 5 episodi (1964)
- La strada più lunga, regia di Nelo Risi (1965)
- Racconti del cinquantenario della vittoria 1915-1918 - film TV (1968)
- Diario partigiano - film TV (1970)
- Doppio gioco - film TV (1971)
- I Buddenbrook - miniserie TV, 1 episodio (1971)
- Il grosso affare - film TV (1971)
- Orfeo in Paradiso - miniserie TV, 1 episodio (1971)
- Indagine su una rapina, regia di Gian Pietro Calasso - film TV (1972)
- La pietra di luna - miniserie TV, 2 episodi (1972)
- E.S.P. - miniserie TV, 1 episodio (1973)
- La bufera - miniserie TV, 1 episodio (1975)
- Dimenticare Lisa - miniserie TV, 3 episodi (1976)
- Il signore di Ballantrae - miniserie TV, 2 episodi (1979)
- Il camaleonte - film TV (1979)
- Tre anni - miniserie TV (1983)
- L'amante dell'Orsa Maggiore - miniserie TV, 7 episodi (1983)
- La sonata a Kreutzer - film TV (1985)

## Doppiatori italiani
- Gianfranco Bellini ne I fratelli Karamazoff